# Пичевка (Курганская область)
Пичевка — деревня в Юргамышском районе Курганской области. Входит в состав Кислянского сельсовета.

## История
До 1917 года в составе Кислянской волости Челябинского уезда Оренбургской губернии. По данным на 1926 год состояла из 82 хозяйств. В административном отношении входила в состав Малобеловского сельсовета Юргамышского района Курганского округа Уральской области.

## Население
| 1989 | 2002 | 2010 |
| ---- | ---- | ---- |
| 88   | ↘53  | ↘36  |

По данным переписи 1926 года в деревне проживало 432 человека (211 мужчин и 221 женщина), в том числе: русские составляли 100 % населения.